# Ethan Vernon
Ethan Vernon, född 26 August 2000 in Bedford, är en brittisk professionell landsvägscyklist och bancyklist.

## Karriär
Vernon ingick i det brittiska laget som tog guld vid VM 2022 i lagförföljelse. Vid samma mästerskap 2023 tog han guld i elimineringsloppet. Vid OS 2024 ingick han i det brittiska lag som tog silver i lagförföljelse.